# عبد الله بن المغيرة
عبد الله بن المغيرة، فقيه ومحدث شيعي، يُعد من أصحاب موسى الكاظم وعلي الرضا، ويُعد كذلك من أصحاب الإجماع الذين قال عنهم الكشي: «أجمعت العصابة على تصحيح مايصح عنهم».

## حياته
هو عبد الله بن المغيرة، أبو محمد البجلي، مولى جندب بن عبد الله بن سفيان العلقي الكوفي، وقيل مولى بني نوفل بن الحارث بن عبد المطلب، خزاز كوفي. ذكر أصحاب التراجم: أنه صنّف ثلاثين كتابًا، ومنها: كتاب الوضوء، وكتاب الصلاة، وكتاب الزكاة وكتاب الفرائض وكتاب في أصناف الكلام.
ورُوي أنه بعد استشهاد موسى الكاظم أصبح واقفيًا ثم رجع عن وقفه وآمن بإمامة علي الرضا ونقل عنه الكثير من الروايات، فقد روي عن عبد الله بن المغيرة أنه ذهب للحج ودعا الله تعالى عند الملتزم في الكعبة بالتوفيق لدينه، ثم أتى علي الرضا واعترف بأنه حجّة اللّٰه وأمينه علىٰ خلقه بعد أن بشّره علي الرضا بأن الله تعالى قد استجاب دعائه.
لم يذكر أصحاب التراجم سنة وفاته ولكنهم قالوا: أنه كان حيًا بعد سنة 183 هـ.

## روايته للحديث
- روى عن: أبان بن عثمان الأحمر، وإسحاق بن عمار، وإسماعيل بن زياد السكوني، وإسماعيل بن جابر، وبُريد بن معاوية العجلي، وجعفر بن إبراهيم بن محمد بن علي بن عبد اللّه بن جعفر الطيار، وجميل بن درّاج النخعيّ، وحبيب الخثعمي، وحذيفة بن منصور الخزاعي، وحريز بن عبد اللّه، والحسن بن موسى الخشاب، والحسين بن أبي العلاء، والحسين بن عثمان، وأبي مريم الانصاري، ومعاذ بن مسلم الهرّاء النحوي، وعبد المؤمن بن القاسم الانصاري، ومنصور بن حازم البجليّ، وهشام بن الحكم، ومثنى بن عبد السلام الحناط، وعبد اللّه بن ميمون القداح، ومعاوية بن عمار الدهني، وموسى بن بكر الواسطي، وعمرو بن أبي المقدام، والوليد بن صبيح، وغيرهم.[4]
- روى عنه: محمد بن أبي عمير، والحسن بن علي بن فضال، وأحمد بن محمد ابن أبي نصر البزنطي، وإسماعيل بن مهران، وأيوب بن نوح بن درّاج، والحسن بن طريف، والحسين بن سعيد، وحماد بن عيسى الجهني، والعباس بن معروف، وعبد الرحمن بن أبي نجران، وعبد الله بن الصلت، وعلي بن الحكم، وعلي بن أسباط، ومحمد بن خالد البرقي، ومحمد بن سعيد بن غزوان، ومحمد بن عيسى العبيدي، ومعاوية بن حكيم، وموسى بن عمر، و آخرون.[4]
- الجرح والتعديل: يُعد من أصحاب الإجماع الذين قال عنهم الكشي: «أجمعت العصابة على تصحيح مايصح عنهم»،[1] وقال النجاشي: «ثقة ثقة، لا يعدل به أحد من جلالته ودينه وورعه».[5] ورد اسم عبد الله بن المغيرة في سند كثير من الروايات عند الشيعة تبلغ 590 موردًا.[2]